# قرار مجلس الأمن التابع للأمم المتحدة رقم 108
قرار مجلس الأمن التابع للأمم المتحدة رقم 108، الذي تم تبنيه بالإجماع في 8 سبتمبر 1955، بعد تقرير من قبل رئيس أركان هيئة الأمم المتحدة لمراقبة الهدنة في فلسطين، أشار المجلس إلى قبول الطرفين لنداء رئيس الأركان بشأن وقف إطلاق النار غير المشروط. ومضى المجلس ليصادق على رأي رئيس الأركان بأن القوات المسلحة لكلا الطرفين يجب أن تكون منفصلة بشكل واضح وفعال عن الإجراءات التي اقترحها وأعلن أن حرية الحركة يجب أن تُمنح لمراقبي الأمم المتحدة في المنطقة.